# Джозеф М. Шенк
Джозеф Майкл Шенк (англ. Joseph Michael Schenck, при народженні Йосип Михайлович Шейнкер; 25 грудня 1878, Рибінськ, Ярославська губернія — 22 жовтня 1961, Лос-Анджелес, Каліфорнія) — американський кінопродюсер, піонер кіноіндустрії, який зіграв ключову роль в її розвитку в Сполучених Штатах.

## Біографія
Народився 25 грудня 1878 в місті Рибінську Ярославської губернії Росії, в сім'ї єврея Хаїма (Михайла) — прикажчика в конторі волзького пароплавства. Йосип з рідними, включаючи молодшого брата Миколи, емігрували в Нью-Йорк в 1893 році.

## Кар'єра
Він, а потім і його брат, потрапили в шоу-бізнес через концесійне управління парком розваг у Форт-Джорджі (штат Нью-Йорк). Оцінивши потенціал цієї галузі, брати Шенк придбали в 1909 році парк розваг «Палісадіс». І стали брати участь у зародженні кінопромисловості як партнерів Маркуса Лоу, керуючи мережею кінотеатрів. Завдяки кінобізнесу, в 1916 році Джозеф Шенк зустрівся і одружився з Нормою Талмадж, актрисою німого кіно, однією з наймолодших зірок студії «Вайтограф». Він продюсував її фільми і був фінансовим консультантом навіть після розлучення в 1934 році.
Вирішивши працювати самостійно, Джозеф Шенк в 1917 році переїхав на західне узбережжя, туди, де лежало майбутнє кіноіндустрії. З 1925 року протягом декількох років талановитий і амбіційний Шенк був другим президентом нової кіностудії «United Artists». У 1934 році разом з Деррілом Зануком заснував компанію «20th Century Pictures», яка потім об'єдналася з «Fox Film Corporation» в 1935 році, утворивши корпорацію «20th Century Fox», першим президентом якої став Джозеф Шенк, зробившись одним з найвпливовіших людей в кінобізнесі.
Був засуджений за ухилення від сплати прибуткового податку і сидів у в'язниці, поки не був помилуваний. Після звільнення повернувся в «20th Century Fox» і закохався в молоду актрису на ім'я Мерилін Монро, зігравши ключову роль у розвитку її кар'єри.
Як один із засновників Американської Академії кінематографічних мистецтв і наук, в 1952 році отримав спеціальний«Оскар» на знак визнання його значного внеску в розвиток кіноіндустрії; його зірка на Голлівудській алеї слави знаходиться в 6757 квадраті.

## Смерть
Пішов на пенсію в 1957 році і незабаром після переніс інсульт, від якого до кінця так і не оговтався. Помер у Лос-Анджелесі 22 жовтня 1961 року в віці 82 років і був похований на кладовищі Маймоніда в Брукліні, Нью-Йорк.

## Фільмографія
| - 1917 : Пантея / Panthea - 1917 : Помічник м'ясника / The Butcher Boy - 1917 : Поппі / Poppy - 1917 : Закон компенсації / The Law of Compensation - 1917 : Безтурботний Ромео / A Reckless Romeo - 1917 : Грубий будинок / The Rough House - 1917 : Його шлюбна ніч / His Wedding Night - 1917 : Ох, лікарю! / Oh Doctor! - 1917 : Метелик / The Moth - 1917 : Коні-Айленд / Coney Island - 1917 : Таємниця штормової країни / The Secret of the Storm Country - 1917 : Сільський герой / A Country Hero - 1918 : Привиди з вчора / The Ghosts of Yesterday - 1918 : Дикий Захід / Out West - 1918 : За правом викупу / By Right of Purchase - 1918 : Коридорний / The Bell Boy - 1918 : Просто жінка / Just a Woman - 1918 : Самогон / Moonshine - 1918 : Розкішна Енні / De Luxe Annie - 1918 : Протипожежна завіса / The Safety Curtain - 1918 : На добраніч, сестричко! / Good Night, Nurse - 1918 : Її єдиний шлях / Her Only Way - 1918 : Кухар / The Cook - 1918 : Заборонене місто / The Forbidden City - 1918 : Шериф / The Sheriff - 1919 : Кемпінг / Camping Out - 1919 : Серце Ветон / The Heart of Wetona - 1919 : Швейцар Портер / The Pullman Porter - 1919 : Любов / Love - 1919 : Банківський службовець / The Bank Clerk - 1919 : Місяць-молодик / The New Moon - 1919 : Випробування для дружини / The Probation Wife - 1919 : Герой пустелі / A Desert Hero - 1919 : Темпераментна дружина / A Temperamental Wife - 1919 : За кулісами / Back Stage - 1919 : Селюк / The Hayseed - 1919 : Острів завоювання / The Isle of Conquest - 1919 : Чеснотна спокусниця / A Virtuous Vamp - 1920 : Гараж / The Garage - 1920 : Вона любить і бреше / She Loves and Lies - 1920 : Дочка двох світів / A Daughter of Two Worlds - 1920 : Ідеальна жінка / The Perfect Woman - 1920 : Один тиждень / One Week - 1920 : Фірмова жінка / The Branded Woman - 1920 : Засуджений №13 / Convict 13 - 1920 : Небезпечний бізнес / Dangerous Business - 1920 : Опудало / The Scarecrow - 1920 : Сусіди / Neighbors - 1921 : Мамині справи / Mama's Affair - 1921 : Будинок з привидами / The Haunted House - 1921 : Невдача / Hard Luck - 1921 : Пристрасна квітка / Passion Flower - 1921 : Таємний знак / The «High Sign» - 1921 : Цап-відбувайло / The Goat - 1921 : Знак на дверях / The Sign on the Door - 1921 : Уроки кохання / Lessons in Love - 1921 : Весільні дзвони / Wedding Bells - 1921 : Театр / The Playhouse - 1921 : Місце жінки / Woman's Place - 1921 : Дивна річ / The Wonderful Thing - 1921 : Човен / The Boat - 1922 : Блідношкірий / The Paleface - 1922 : Дурощі Поллі / Polly of the Follies - 1922 : Ніжна посмішка / Smilin' Through - 1922 : Поліцейські / Cops - 1922 : Примітивний коханець / The Primitive Lover - 1922 : Родичі дружини / My Wife's Relations - 1922 : Коваль / The Blacksmith - 1922 : Замерзла північ / The Frozen North - 1922 : Вічний вогонь / The Eternal Flame - 1922 : Електричний будинок / The Electric House - 1922 : Мрії / Daydreams - 1923 : Помішаний на повітряних кулях / The Balloonatic | - 1923 : Голос з мінарету / The Voice from the Minaret - 1923 : Любовне гніздечко / The Love Nest - 1923 : Без закону / Within the Law - 1923 : Попіл помсти / Ashes of Vengeance - 1923 : Три епохи / Three Ages - 1923 : Небезпечна прислуга / The Dangerous Maid - 1923 : Наша гостинність / Our Hospitality - 1923 : Пісня про любов / The Song of Love - 1924 : Таємниці / Secrets - 1924 : Золота рибка / The Goldfish - 1924 : Шерлок-молодший / Sherlock Junior - 1924 : Навігатор / The Navigator - 1924 : Її романтична ніч / Her Night of Romance - 1925 : Навчитися любити / Learning to Love - 1925 : Леді / The Lady - 1925 : Сім шансів / Seven Chances - 1925 : Граустарк / Graustark - 1925 : Її сестра з Парижа / Her Sister from Paris - 1925 : На Захід / Go West - 1925 : Орел / The Eagle - 1926 : Кікі / Kiki - 1926 : Герцогиня Буффало / The Duchess of Buffalo - 1926 : Боротьба Батлера / Battling Butler - 1926 : Дама з камеліями / Camille - 1926 : Генерал / The General - 1927 : Венера Венеції / Venus of Venice - 1927 : Коледж / College - 1927 : Сніданок на світанку / Breakfast at Sunrise - 1928 : Пароплавний Білл / Steamboat Bill, Jr. - 1928 : Буря / Tempest - 1928 : Суперечлива жінка / The Woman Disputed - 1928 : Битва статей / The Battle of the Sexes - 1929 : Леді з мостових / Lady of the Pavements - 1929 : Алібі / Alibi - 1929 : Закриті двері / The Locked Door - 1929 : Вічна любов / Eternal Love - 1929 : Нью-йоркські ночі / New York Nights - 1930 : Простак / Lummox - 1930 : Будь собою! / Be Yourself! - 1930 : Одна романтична ніч / One Romantic Night - 1930 : Поганець / The Bad One - 1930 : Авраам Лінкольн / Abraham Lincoln - 1930 : Дю Баррі, пристрасна жінка / Du Barry, Woman of Passion - 1930 : Лотерея наречених / The Lottery Bride - 1930 : Шепіт кажана / The Bat Whispers - 1930 : Дістати до місяця / Reaching for the Moon - 1931 : Нескромний / Indiscreet - 1932 : Дощ / Rain - 1933 : Алілуя, я ледар / Hallelujah I'm a Bum - 1933 : Я покрию берегову лінію / I Cover the Waterfront - 1933 : Хутір / The Bowery - 1933 : Брудні гроші / Blood Money - 1934 : Останній джентльмен / The Last Gentleman - 1934 : Дивлячись на неприємності / Looking for Trouble - 1934 : Будинок Ротшильдів / The House of Rothschild - 1934 : Народжена бути поганою / Born to Be Bad - 1934 : Романи Челліні / The Affairs of Cellini - 1935 : Кардинал Рішельє / Cardinal Richelieu - 1935 : Клів з Індії / Clive of India - 1935 : Поклик предків / The Call of the Wild - 1935 : Метрополітен / Metropolitan - 1935 : Мільйон подяк / Thanks a Million - 1935 : Покажіть їм милосердя! / Show Them No Mercy! - 1936 : Король бурлеску / King of Burlesque - 1936 : В'язень острова акул / The Prisoner of Shark Island - 1936 : Під двома прапорами / Under Two Flags - 1936 : Як вам це сподобається / As You Like It - 1936 : Гріхи людини / Sins of Man - 1936 : Біле Ікло / White Fang |